# Sakıp
Sakıp ist ein türkischer männlicher Vorname arabischer Herkunft mit der Bedeutung „hell, leuchtend, glänzend, strahlend“; auch: „hervorragend“.

## Namensträger
- Sakıp Özberk (1945–2023), türkischer Fußballspieler und -trainer
- Sakıp Sabancı (1933–2004), türkischer Industrieller und Philanthrop